# Yelp
Yelp是一家总部位于美国旧金山的跨国公司，它开发Yelp.com网站和Yelp移动应用程序。Yelp是一個用戶對餐館等場所進行評價的網站。

## 历史
2004年由前PayPal员工罗素·西蒙斯和杰里米·斯托普尔曼在美国旧金山成立，公司发展迅速，得到几轮融资支持，2010年营业额达到3千万美元，以及450万评论量。2009年到2012年在欧洲和亚洲业务也蓬勃发展。2009年在和谷歌进行几轮收购磋商之后拒绝其收购。2012年3月在纽约证券交易所上市，也是首年实现公司营利。

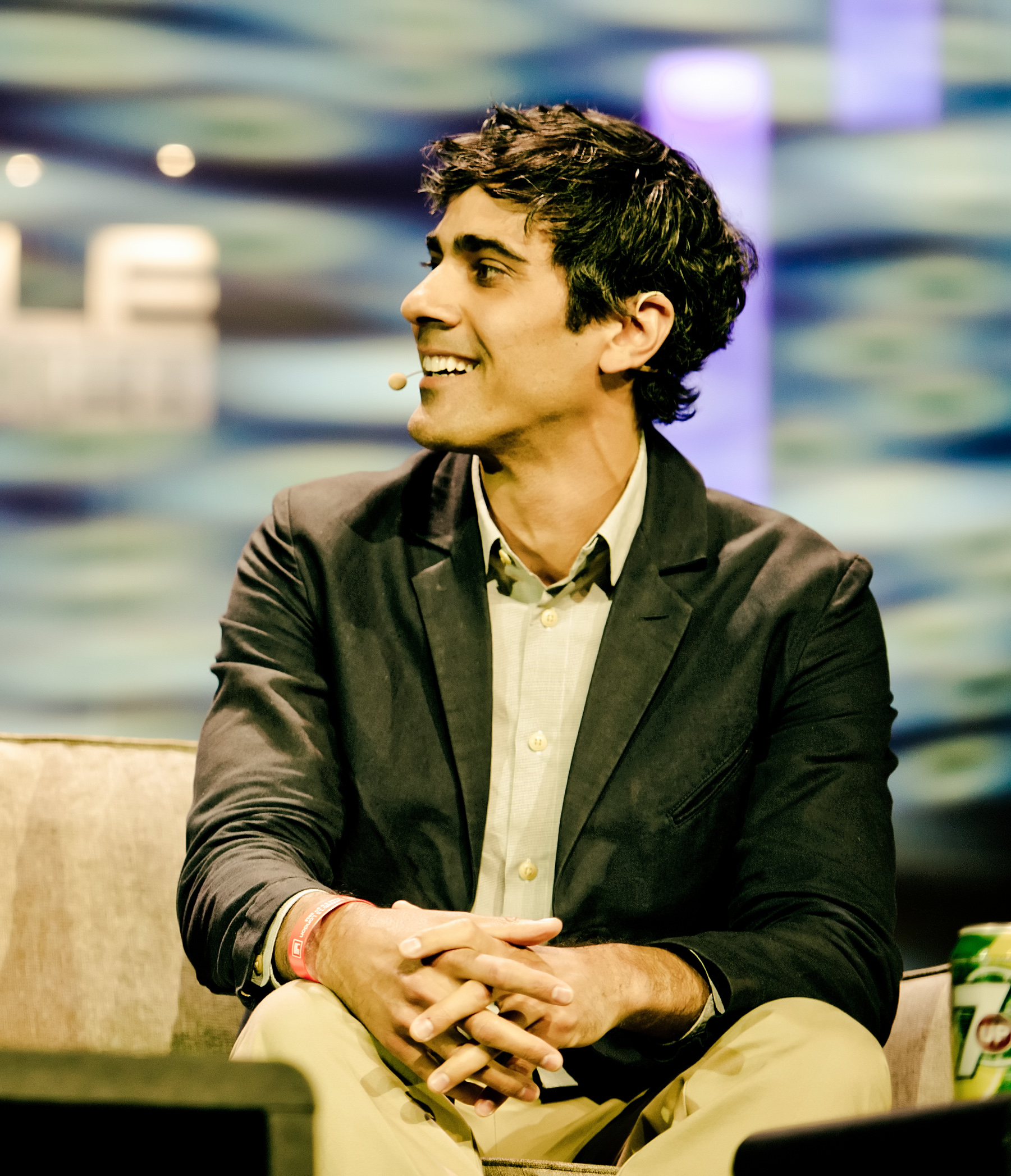
杰里米·斯托普尔曼，Yelp首席执行官

- 2014年2月，yelp宣布与yahoo结盟，将搜索引擎结合Yelp数据。
- 同样在 2014 年，Yelp 通过收购总部位于德国的餐厅评论网站 Restaurant-Kritik 和总部位于法国的 CityVox，在欧洲扩张[3]。
- 2015 年 2 月上旬，Yelp 宣布以 1.34 亿美元收购在线食品订购服务 Eat24。然后在 2017 年 8 月，Yelp 以 2.875 亿美元的价格将 Eat24 卖给了 Grubhub。此次收购促成了一项合作，将 Grubhub 交付整合到餐厅的 Yelp 资料中。
- 2015年，Yelp服务已经覆盖美国，阿根廷，澳大利亚，奥地利，比利时，巴西，加拿大，智利，捷克共和国，丹麦，芬兰，法国，德国，香港，爱尔兰，意大利，日本，墨西哥，荷兰，新西兰，挪威，波兰，葡萄牙，新加坡，西班牙，瑞典，瑞士，土耳其，英国等几十个国家。[3]
- 2017 年 4 月，Yelp 以 2000 万美元收购了 Wi-Fi 营销公司 Turnstyle Analytics。
- 2020 年，美国 Covid-19 大流行期间企业停业和居家令导致 Yelp 搜索量和公司收入大幅下降（从 3 月到 4 月下降 64%-83%，具体取决于类别）。4 月 9 日，Yelp公司宣布将裁员 1,000 名员工，约 1,100 人休假并享受福利，减少其他人的工作时间，将高管薪酬削减 20-30%，并在 2020 年剩余时间内停止向首席执行官支付薪酬。[3]

## 批评
Yelp的批评之声主要来自其发布评论相关的公开法律声明，即为了增加广告支出，允许Yelp进行后台操纵的以及阻止评论。另外关于评审的隐私性也是争议点之一。